# 28732 Rheakamat
28732 Rheakamat este un asteroid din centura principală de asteroizi.

## Descriere
28732 Rheakamat este un asteroid din centura principală de asteroizi. A fost descoperit pe 7 aprilie 2000 la Socorro, New Mexico, în cadrul proiectului LINEAR. Asteroidul prezintă o orbită caracterizată de o semiaxă mare de 2,43 ua, o excentricitate de 0,16 și o înclinație de 6,5° în raport cu ecliptica.